# Woldstedtius biguttatus

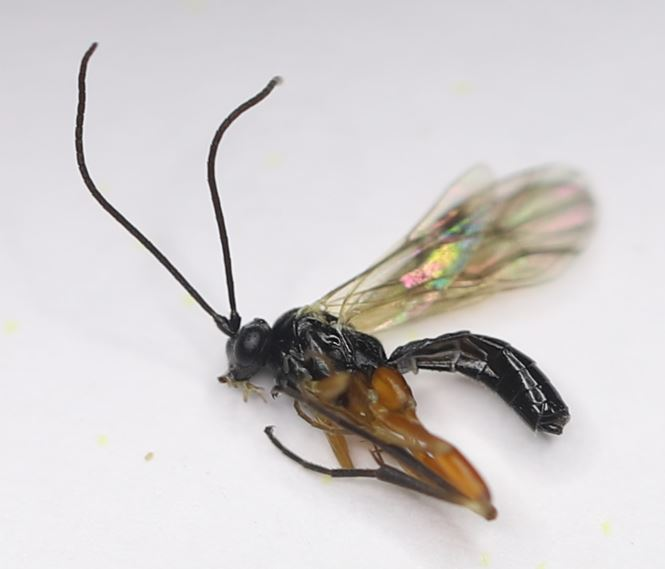

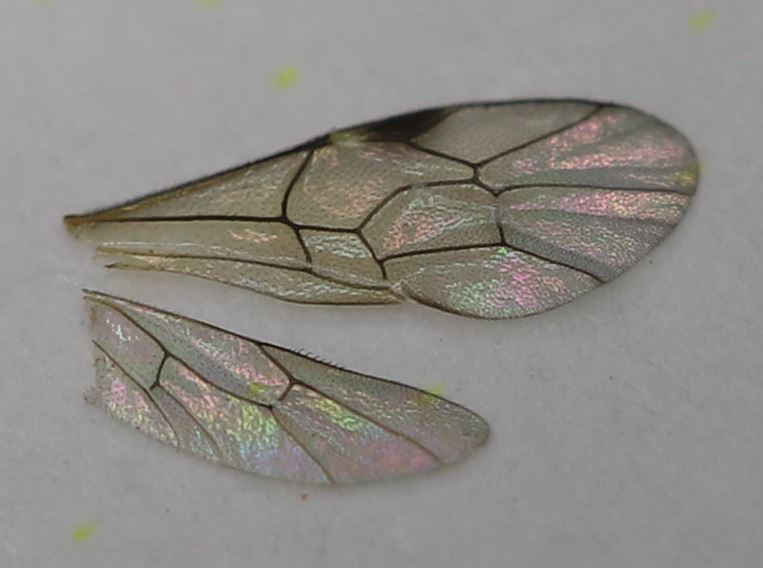
Flügel

Woldstedtius biguttatus ist eine Schlupfwespe aus der Unterfamilie der Diplazontinae. Die Art wurde von Carl Gravenhorst im Jahr 1829 als Bassus biguttatus erstbeschrieben. Das lateinische Art-Epitheton biguttatus bedeutet „zweifleckig“. Robert W. Carlson führte 1979 die neue Gattung Woldstedtius mit Bassus biguttatus als Typusart ein.

## Merkmale
Die Schlupfwespen sind etwa 5 mm lang. Die Fühler beider Geschlechter besitzen 22–23 Geißelglieder. Das Gesicht ist verbreitert, ventral nicht auffällig erweitert. Die Mesopleuren sind fein und gleichmäßig gekörnt. Das Propodeum ist frei von kielartigen Vorsprüngen (carinae).
Die Fühler der Weibchen sind schwarz oder braun gefärbt. Kopf, Mesosoma und Metasoma sind schwarz gefärbt. Die Palpi sind gelb. Die Hinterecken des Pronotums sowie die Tegulae sind gelb, manchmal auch der subtegulare Grat und die oberen Anhangsgebilde des Mesothorax. Das Scutellum weist häufig einen kleinen gelben apikalen Fleck auf. Die Beine einschließlich der Coxae sind orangefarben. Die vorderen Coxae sind häufig verdunkelt, zumindest der basale Teil. Die Femora sind orange. Die hinteren Femora weisen häufig ein dunkles apikales Ende auf. Die hinteren Tibien sind an der Basis weiß. Die hinteren Tarsen sind verdunkelt.
Die Fühler der Männchen sind auf der Unterseite gelb gefärbt. Das Gesicht ist vollständig gelb gefärbt. Die Mesopleuren sind teils gelb gefärbt. Die vorderen und mittleren Coxae sind gewöhnlich vollständig gelb gefärbt. Die hinteren Coxae sind entweder schwarz oder orange gefärbt mit einem gelben apikalen Ende. Das Metasoma ist schwarz mit gelben basalen Flecken an den Tergiten 3 und häufig auch 4.

## Verbreitung
Woldstedtius biguttatus ist in der Paläarktis weit verbreitet. In Europa kommt sie fast überall vor. In Kleinasien, im Kaukasus sowie im Nordwest-Iran wurde die Art nachgewiesen. Im Osten reicht das Vorkommen bis in den Fernen Osten Asiens mit Korea und Japan.

## Lebensweise
Woldstedtius biguttatus ist ein koinobionter Endoparasitoid. Die Art gilt aufgrund ihres breiten Wirtsspektrums als ein Generalist. Die Schlupfwespen parasitieren hauptsächlich Schwebfliegenlarven, welche sich von Röhrenblattläusen (Aphididae) ernähren. Die Eiablage (Oviposition) findet in die Wirtslarve statt. Die fertige Schlupfwespe schlüpft später aus der Wirtspuppe. Die Schlupfwespen beobachtet man von Mai bis Ende Oktober. Man findet sie u. a. an Waldrändern an Jungkiefern und Spätblühenden Traubenkirschen.